# Arnoltové z Dobroslavína
Arnoltové z Dobroslavína byl rod, který pocházel ze Slezska a v první polovině 17. století přesídlil do Čech, kde se zabýval knihtiskem.

## Historie
Rod pocházel ze slezské Lehnice. V roce 1618 se nechal Jan Arnolt Lehnický zaměstnat v Hradci Králové v tiskárně Martina Kleinwechtra. Zde pracoval jako faktor(pracovník rozdělující práci). V roce 1620 získal do svého vlastnictví tiskárnu Martina Kleinwechtra, možným důvodem mohla být víra původního majitele. Martin Kleiwechter byl evangelík, avšak Jan Arnolt byl katolík. Tiskárna nebyla poté moc výkonná, vytiskla mezi léty 1620 až 1625 pouze 12 knižních výtisků. Na jeho práci navázal syn Jan starší Arnolt z Dobroslavína, který se přiženil do Litomyšle a získal tiskárnu manželky Doroty Březinové. Tiskárnu provozoval v letech 1655 až 1685. V roce 1668 získal přídomek z Dobroslavína s přispěním litomyšlského děkana Jana Pešiny z Čechorodu. V následujícím roce zakoupil dům v Praze, kde nově vybudoval tiskárnu. Od roku 1689 převzal tiskárnu nejstarší syn Jan mladší Arnolt z Dobroslavína, který zároveň působil jako faktor v tiskárně pražského arcibiskupství. V roce 1690 byl mladší syn Jana staršího Karel Ferdinand Arnolt z Dobroslavína jmenován císařem Leopoldem dvorským tiskařem. Dostal povolení vydávat periodické noviny nejprve „Post Zeitung“, které v roce 1710 přejmenoval na „Prager Post Zeitung“. Působil také v městské radě na Malé Straně. Zemřel mezi léty 1745 až 1749.